# Córdoba, Tây Ban Nha
Córdoba là một thành phố ở nam Tây Ban Nha, thủ phủ của tỉnh Córdoba, Andalucía, Tây Ban Nha, là một trong những thành phố nổi tiếng nhất của quốc gia này. Thành phố nằm bên sông Guadalquivir. Thành phố này vẫn giữ được nét cổ kính với các tòa nhà cổ, các con phố hẹp. Córdoba là một trung tâm thương mại mua bán olive và các loại cam chanh ở khu vực ngoại vi. Thành phố này cũng là nơi có các ngành công nghịep chế biến thực phẩm, sản xuất bia, dệt, máy móc và đồng. Hàng thủ công bằng bạc và da cũng khá nổi tiếng, chủ yếu bán cho du khách.
Thành phố này đã được lập vào thời La Mã Cổ đại với tên Corduba bởi Claudius Marcellus. Năm 2005, thành phố này có 321.164 người. Người ta ước tính, thành phố này có 500.000 dân vào thế kỷ 10, là thành phố lớn nhất ở Tây Âu và có lẽ ở trên thế giới..
Công trình nổi bật nhất thành phố này là đại giáo đường được xây vào thế kỷ 8-10, đầu tiên làm nhà thờ Hồi giáo Moorish trên nền một đền thờ La Mã. Giáo đường này sau này đã trở thành một nhà thờ Visigothic. Đây là nhà thờ Hồi giáo lớn nhất và đẹp nhất châu Âu trước khi được chuyển thành nhà thờ Thiên chúa giáo năm 1236. Công trình nổi bật khác là Alcázar, một cung điện Moorish trước đây được xây trên nên toà nhà La Mã, hiện đã hoang phế. Một cây cầu có 16 vòm được người La Mã xây dựng và đã được người Moor xây lại nối trung tâm thành phố với Campo de la Verdad, một khu vực qua sông Guadalquivir; gần cây cầu này là Lâu đài Calahorra.
Thành phố này có Đại học Córdoba (lập năm 1972).